# ادوین موزز
ادوین موزز (انگلیسی: Edwin Moses؛ زاده ۳۱ اوت ۱۹۵۵) یک دونده دو با مانع اهل ایالات متحده آمریکا است.